# Lieu d'accueil enfants-parents
Les lieux d’accueil enfants-parents (ou LAEP) sont des lieux associatifs permettant l'accueil des enfants de moins de 6 ans accompagnés de leurs parents. Ces lieux permettent un soutien aux parents et permettent une socialisation de l'enfant.

## Histoire
Les lieux d'accueil enfants-parents sont inspirés du dispositif des  maisons vertes créée par Françoise Dolto et cinq autres psychanalystes en 1979 et du club parents-enfants créé en 1976 par les psychanalystes de l'Institut de recherche appliquée pour l'enfant et le couple (IRAEC) dans le 18e arrondissement de Paris.

## Fonctionnement
Les lieux d'accueil enfants-parents sont exceptionnellement ouverts aux enfants âgés de moins de six ans accompagnés par un adulte, parent ou personne de son entourage, afin de participer à des temps conviviaux autour de jeux et d’échanges. Ce sont des lieux de ressources, libres de fréquentation et où l’anonymat est respecté. Dans la plupart des structures, l'entrée est gratuite.
Néanmoins dans certains lieux, une participation financière symbolique peut être demandée. Les professionnels accueillants sont des personnes formées à l'écoute. Les objectifs principaux des lieux d'accueil enfants-parents sont de participer à l'éveil et à la socialisation de l'enfant et d'apporter un appui aux parents dans l'exercice de leur pratique parentale en favorisant l'échange avec d'autres parents ou des professionnels.

## En France
En France, les lieux d'accueil enfants-parents sont soutenus par la Caisse d'allocations familiales à travers une prestation de service.